# France (Epcot)
Pour les articles homonymes, voir France (homonymie).

Le pavillon de la France fait partie du World Showcase dans le parc à thème Epcot de Walt Disney World Resort situé à Orlando dans l'État de Floride aux États-Unis.
Le pavillon de la France essaye de résumer l'architecture de la région parisienne avec des évocations du style haussmannien, des quartiers de Montmartre et de Versailles. Il comprend de nombreux éléments de la Belle Époque, entre 1850 et 1900.

## Organisation

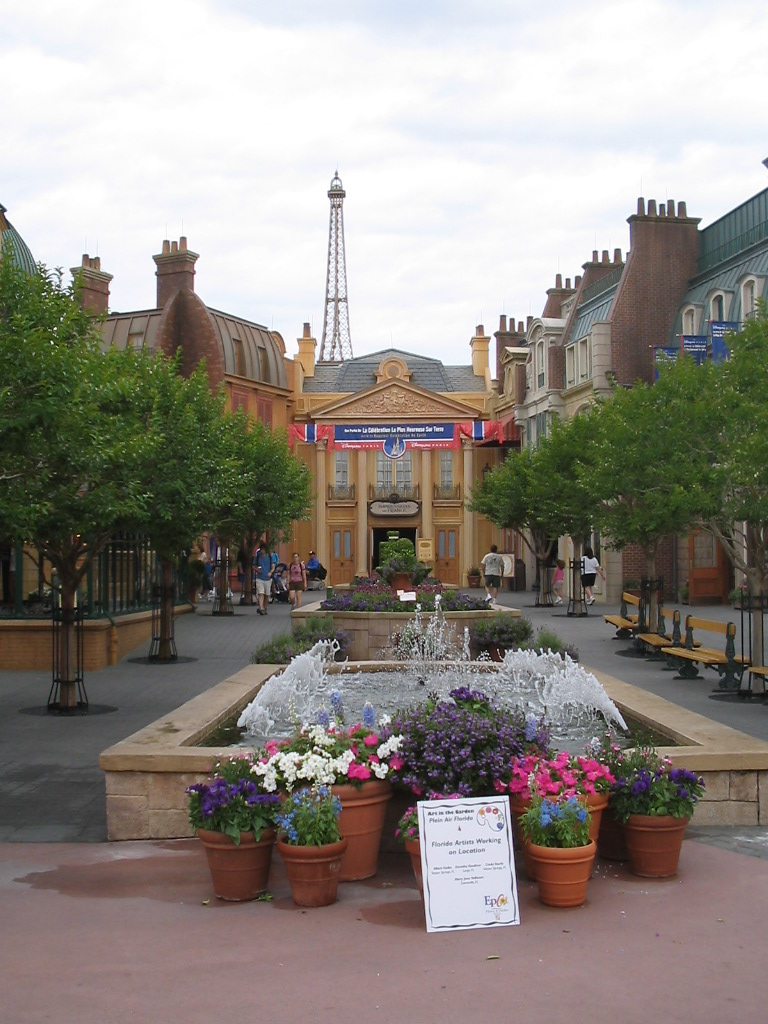
Place principale du pavillon français.

Le pavillon s'organise en un mail arboré avec des parterres de fleurs et un jardin à la française sur la droite au bord de l'eau. Le mail longe un bâtiment haussmannien qui accueille des restaurants et se termine par l'entrée de l'attraction Impressions of France. La façade comporte la mention Palais du Cinéma et s'inspire de l'architecture du Château de Fontainebleau.
Juste au bout à gauche débute une ruelle en impasse imitant Montmartre, elle a été baptisée La Petite Rue. Au fond de l'impasse une demeure évoque la place des Vosges et accueille une grande boutique. La sortie de l'attraction se fait le long du canal et rejoint le mail en contournant des boutiques ou en empruntant un passage couvert.
Le bâtiment de l'attraction est en plus surmonté d'une réplique au treizième de la Tour Eiffel, soit 22,55 m. Afin de renforcer l'illusion, les architectes ont utilisé le principe de perspective forcé et omis le premier étage.
Le chemin se poursuit le long du canal et imite les bords de Seine jusqu'à un pont métallique, évoquant le Pont des Arts d'origine avant son remplacement en 1980, amenant sur une île à l'embouchure du canal dans le lagon. Les artistes Disney se sont inspirés du célèbre tableau de Georges Seurat, Un dimanche après-midi à l'Île de la Grande Jatte pour l'atmosphère du lieu. Le canal est aussi surnommé la Manche (Channel en anglais) car il sépare le pavillon français de celui britannique.
Les costumes des employées femmes de l'attraction Impressions of France sont inspirés de ceux présents dans le tableau Un bar aux Folies Bergère (1881-1882) d'Édouard Manet.
La tour Eiffel sert de base de projection de laser pendant le spectacle IllumiNations : Reflections of Earth.
Le 15 juillet 2016, Walt Disney Parks and Resorts annonce lors du D23 qu'une version de l'attraction Ratatouille sera construite dans le pavillon français d'Epcot,.
Le  25 mars 2019, Disney World confirme la construction d'une crêperie dans le pavillon à côté de l'attraction Ratatouille.

## Éléments du pavillon
Les attractions
- Impressions of France est une salle de cinéma panoramique à 200° de 350 places, constituée de cinq écrans de 27,5 pieds (8,382 m) de large pour 21 pieds (6,4008 m) de haut[2].
- Remy's Ratatouille Adventure est un parcours scénique plongeant les visiteurs à la taille d'un rat en mélangeant décors réels, projections en relief, effets sensoriels, effet de chaleur ou de froid, et projection d'eau. Les visiteurs embarquent dans des véhicules de six places sur deux rangées et doivent porter des lunettes 3D.

Les restaurants
- Chefs de France est situé au rez-de-chaussée du pavillon haussmannien. C'est un restaurant traditionnel ou l'on peut retrouver les grands classiques français dans une ambiance parisienne.
- Monsieur Paul est le restaurant gastronomique de Monsieur Paul Bocuse, on y retrouve la plus haute qualité culinaire de ce grand chef à travers son menu typique des premiers restaurants gastronomiques des années 70.
- Au Petit Café était un bar-brasserie traditionnel situé au pied du bâtiment haussmannien qui fusionna au Chefs de France en juin 1997.
- Boulangerie-pâtisserie, situé dans la ruelle, cet espace sert du pain et des pâtisseries d'où son classement dans les restaurants.

Les boutiques
- Galerie Des Halles propose des souvenirs de l'époque parisienne impressionniste et occupe le pavillon.
- La Casserole vends de la vaisselle et des objets décoratifs (ou non) de cuisine, principalement du sud-ouest.
- La Signature - accessoires personnels, parfums, cosmétiques Guerlain.
- Les Vins De France propose des vins et des accessoires. Des dégustations au verre (payante) sont possibles.
- Plume Et Palette est une parfumerie.

Sur la place des animations sont présentes
- Art Fest est le nom pour les portraitistes

## Galerie

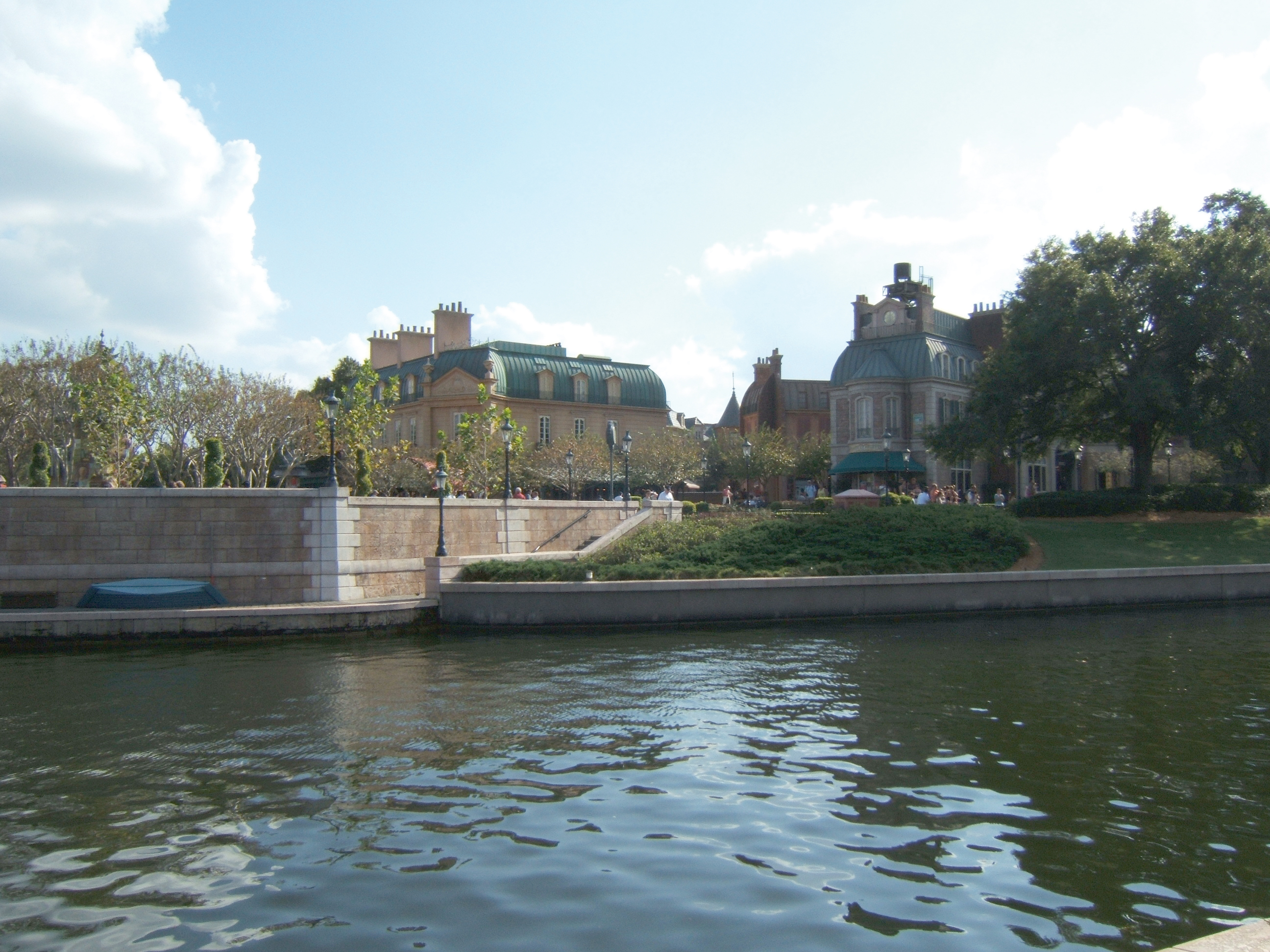
Le pavillon français au bord de la "Manche" qui le sépare du pavillon britannique.
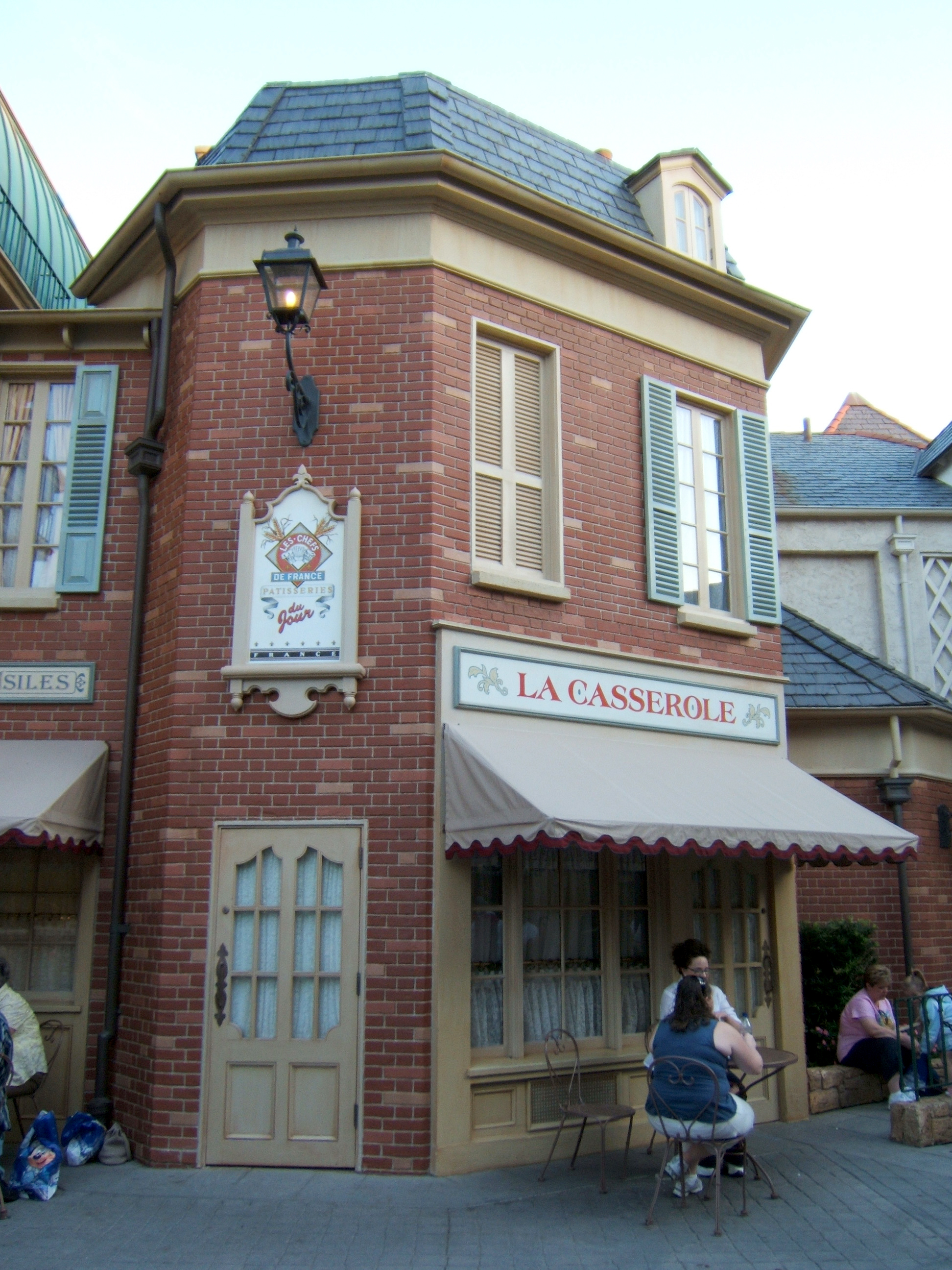
Magasin La Casserole.
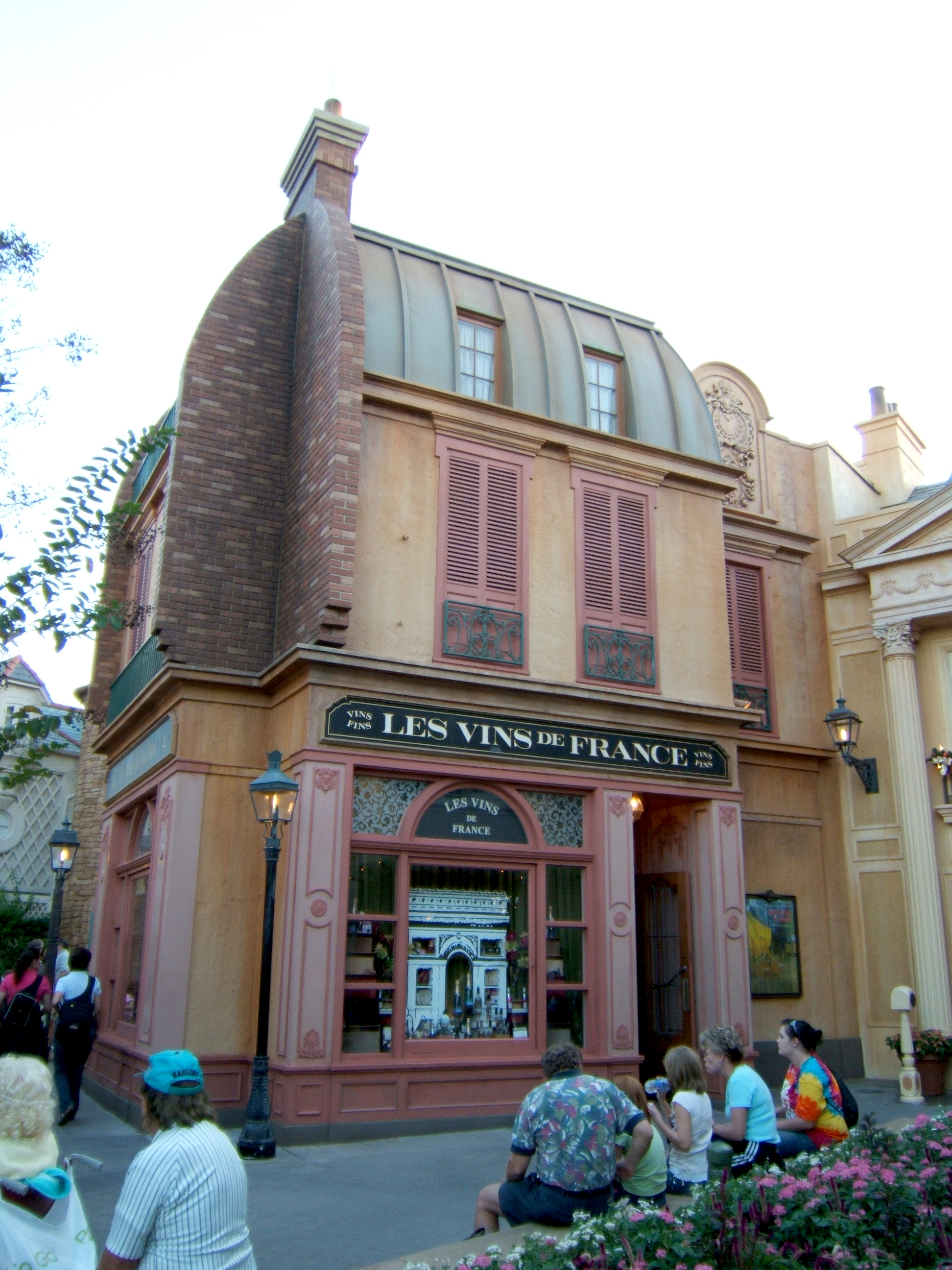
Boutique Les vins de France.
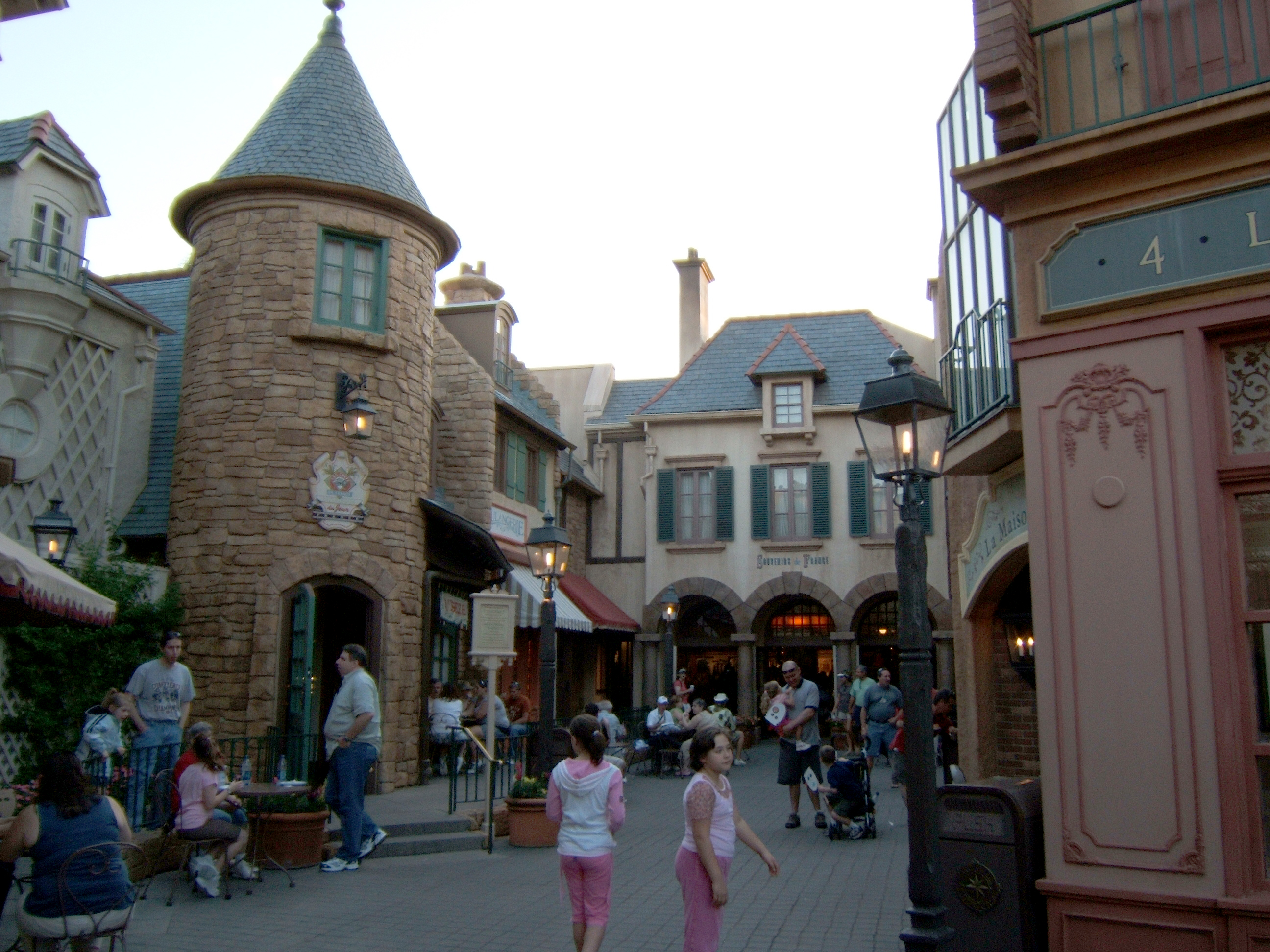
La Petite Rue, ruelle en impasse dans le pavillon français.
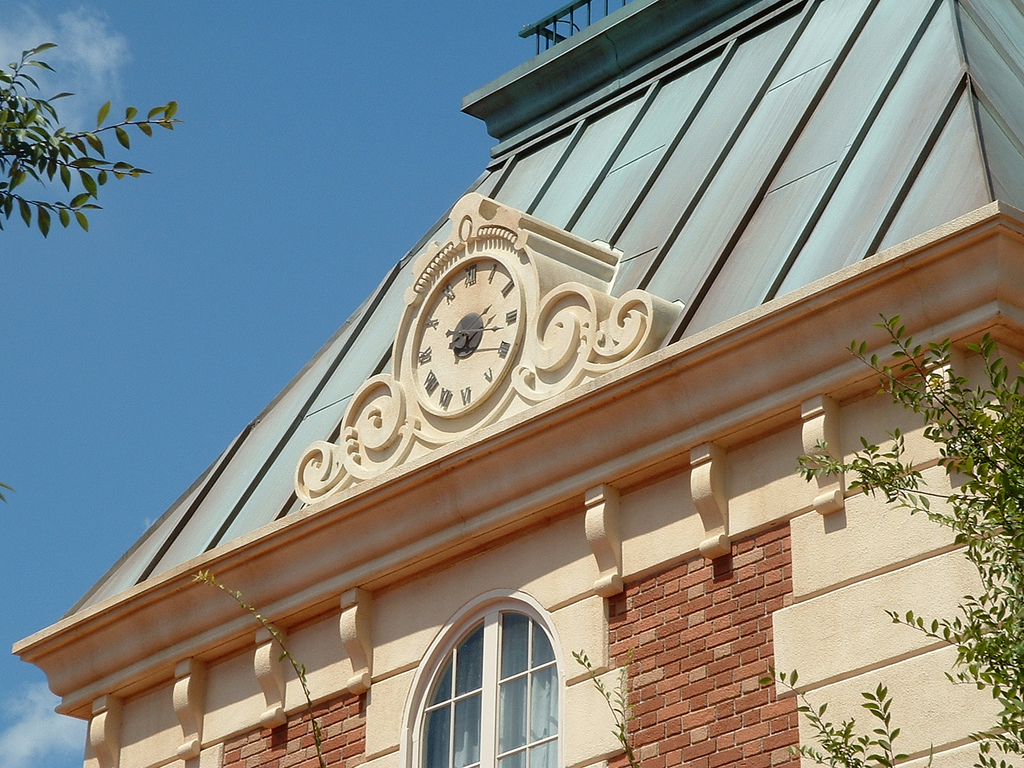
Détail d'une façade du pavillon français.